# Сценарист
Сценари́ст — автор сценария для фильма, телесериала, киносериала, мультфильма, спектакля, компьютерной игры, шоу и так далее.
Большинство сценаристов, ставших позже знаменитыми, начинают свои сценарии с обдумывания сюжета. Это значит, что они сочиняют сценарии, даже не будучи нанятыми на работу или не получая оплаты. Одним из ярких примеров XX века был популярный фантастический фильм «Назад в будущее» — его сценарий киностудии отвергали 22 раза, считая, что такая история не будет интересна большинству любителей кинематографической фантастики.
Сценарист может сочинять оригинальный сюжет или же адаптировать существующий для съёмки фильма. Адаптированный сценарий для кино или телевидения преимущественно состоит из перевода или интерпретации литературных произведений. Сценарист пишет сценарии для любых фильмов, в том числе документальных и реалити-шоу.
Часто режиссёр-постановщик фильма является автором или соавтором сценария снимаемого фильма.

## В России
До середины нулевых годов стать сценаристом могли только обладатели дипломов соответствующих факультета ВГИКа, Санкт-Петербургского государственного института кино и телевидения, Высших курсов сценаристов и режиссёров. Из-за популярности ситкомов и комедийных сериалов в начале 2000-х главным поставщиком авторов оказался КВН. В 2014—2015 годах из-за кризиса в СМИ сценарии писали журналисты.

## История

### Лучшие американские сценаристы
В 2006 году члены Ассоциации сценаристов США из более чем 1400 фильмов выбрали 101 с лучшими сценаристами.
И из них были отобраны 10 фильмов с лучшими сценариями:
1. «Касабланка», адаптированный сценарий Джулиуса и Филипа Эпштейна, 1942 год
2. «Крёстный отец» Марио Пьюзо и Фрэнсиса Форда Копполы, 1972 год
3. «Китайский квартал» Роберта Тауни, 1974 год, режиссёр Роман Полански
4. «Гражданин Кейн» Германа Дж. Манкевича и Орсона Уэллса, 1941 год
5. «Всё о Еве» Джозефа Л. Манкевича, 1950 год
6. «Энни Холл» Вуди Аллена и Маршалла Брикмэна, 1977 год
7. «Бульвар Сансет» Чарльза Брэккета, Билли Уайлдера и Д. М. Маршмэна, 1950 год
8. «Телесеть» Пэдди Чайефски, 1976 год
9. «В джазе только девушки», история Роберта Тоерена и Майкла Логэна по сценарию Билли Уайлдера и А. Л. Диамонда, 1959 год
10. «Крёстный отец 2» Марио Пьюзо и Фрэнсиса Форда Копполы, 1974 год

Сценаристами, у которых было выбрано больше всего фильмов, стали Вуди Аллен, Фрэнсис Форд Кополла и Билли Уайлдер, — по 4 фильма у каждого. В трёх номинациях победили фильмы со сценариями Чарли Кауфмана, Уильяма Голдмена и Джона Хьюстона.